# Diphyus fennicae
Diphyus fennicae är en stekelart som först beskrevs av Tohru Uchida 1936.  Diphyus fennicae ingår i släktet Diphyus och familjen brokparasitsteklar. Inga underarter finns listade i Catalogue of Life.